# Bion (ópera)
Bion es una opéra-comique en un acto, en verso, con música de Étienne Nicolas Méhul y libreto en francés de François Benoît Hoffmann, basado en Les Voyages d'Anténor ("Los viajes de Antenor") de Étienne-François de Lantier. Se estrenó el 27 de diciembre de 1800 en el teatro de la Opéra-Comique.

## Argumento
Agénor (tenor), joven ateniense, viendo que Bion (tenor) está enamorado de Nisa (soprano), quiere quitársela. Bion, a quien este proyecto no engaña, se burla de Agenor, y al final acaba por unirle con su amada.

## Fuente parcial
- Pierre Larousse, Grand Dictionnaire universel du XIXe siècle.